# Манжура, Прокофий Иванович
Прокофий Иванович Манжура (1873—1949) — адвентистский проповедник, руководитель Церкви Адвентистов Седьмого Дня Реформационного Движения]] в России с 1936 по 1949 годы. Его предшественник — Генрих Оствальд.
Прокофий Иванович Манжура родился в 1870 году в селе Волчья Балка на Украине (теперь в Кировоградской области).
В 1914 году, будучи библейским работником, арестован за адвентистскую веру и сослан в Енисейск на 25 лет.
1917 г. — амнистирован по причине революции в России.
Был председателем Воронежского поля и членом всесоюзного совета АСД.
С 1921 г. — обслуживал поле России и Украины.
1924 г. — на пятом съезде был делегатом от Южного обл. союза (Кавказ, с центром в Ростове-на-Дону).
1936 г. — был назначен председателем АСДРД. П. И. Манжура пробыл на этом посту 13 лет.
1945—1946 гг. — был в заключении.
3 декабря 1949 г. умер на 80-м году жизни в больнице для заключенных на станции Сухобезводное Горьковской области.
После его смерти руководителем АСДРД стал В. А. Шелков.